# Олд фешен (склянка)

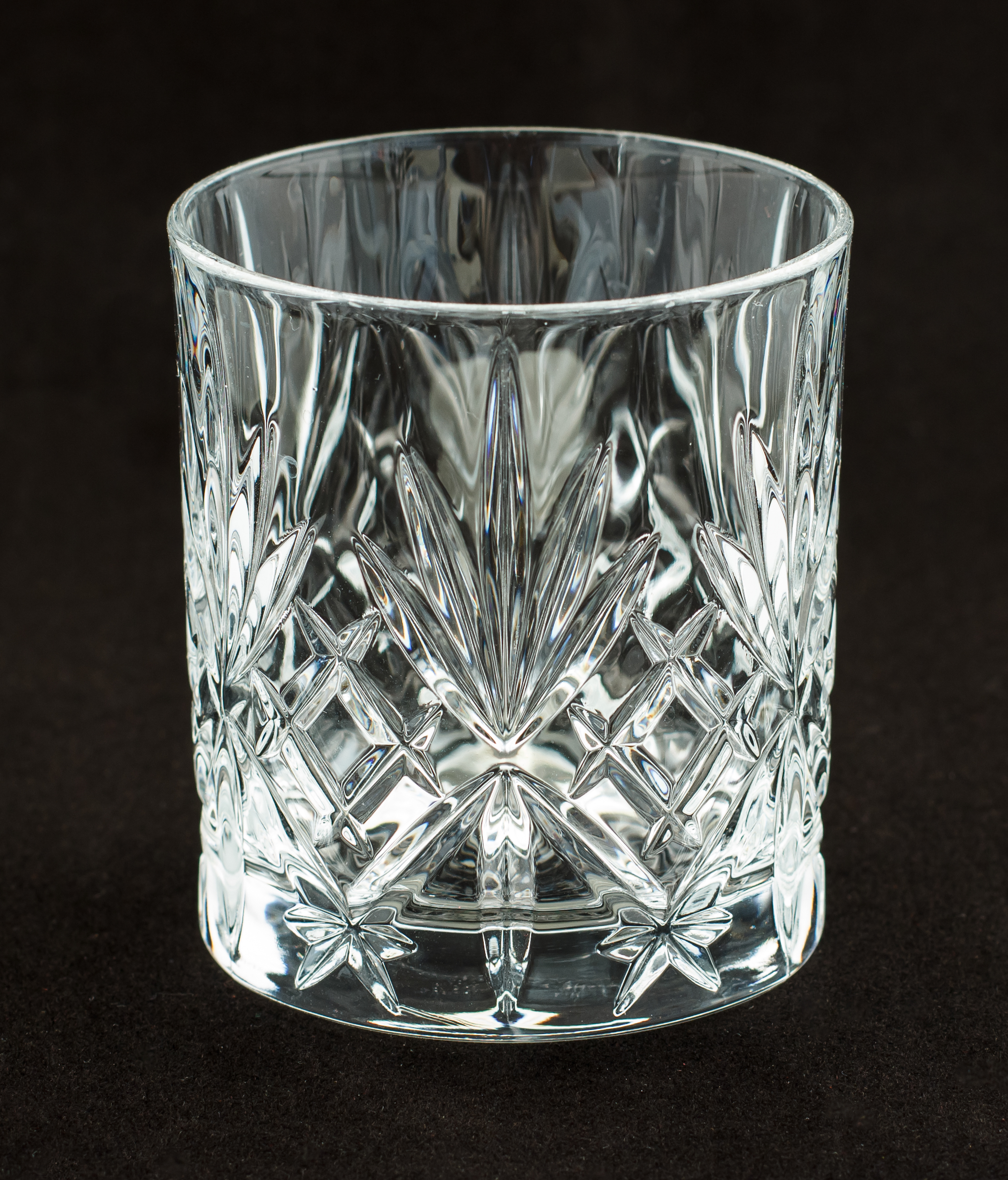
Склянка олд фешен традиційно вживається для подавання коктейлю олд фешен

Олд фе́шен, олд фешн (англ. Old Fashioned glass) — низька широка склянка з товстим дном, що використовується для подавання віскі з льодом, а також коктейлю «олд фешн», за яким вона й отримала свою назву.
Форма склянки з широкими стінками добре підходить для товчіння твердих інгредієнтів коктейлю за допомогою мадлера. Місткість склянки олд фешн зазвичай 180—300 мл (6–10 американських рідинних унцій). Крім того, існує «подвійний олд фешн» (double Old Fashioned glass), що вміщує 350—470 мл (12–16 американських рідинних унцій).

## Синоніми
- Склянка «рокс» (rocks glass) — інша назва олд фешна, але у російськомовних джерелах «роксом» називається склянка конусоподібної форми, у той час «олд фешн» — склянка у формі циліндра[4]. Назва пов'язана з англ. whisky on the rocks («віскі з льодом») — оскільки така склянка звичайна для подавання цього напою.
- Склянка «лоубол» (lowball glass) — ще один синонім для олд фешна, свою назву отримав за однойменним коктейлем «лоубол» (від lowball — «нижнє положення залізничного семафора»; пор. «хайбол» — від highball — «верхнє положення»).